# Fooz
Fooz is een dorp in de Belgische provincie Luik, en een deelgemeente van de Waalse gemeente Awans. Fooz was een zelfstandige gemeente, tot die bij de gemeentelijke herindeling van 1977 toegevoegd werd aan de gemeente Awans.
Fooz is een Haspengouws landbouwdorp in het westen van de gemeente Awans. De autosnelweg A3/E40 loopt ten noorden van de dorpskern.

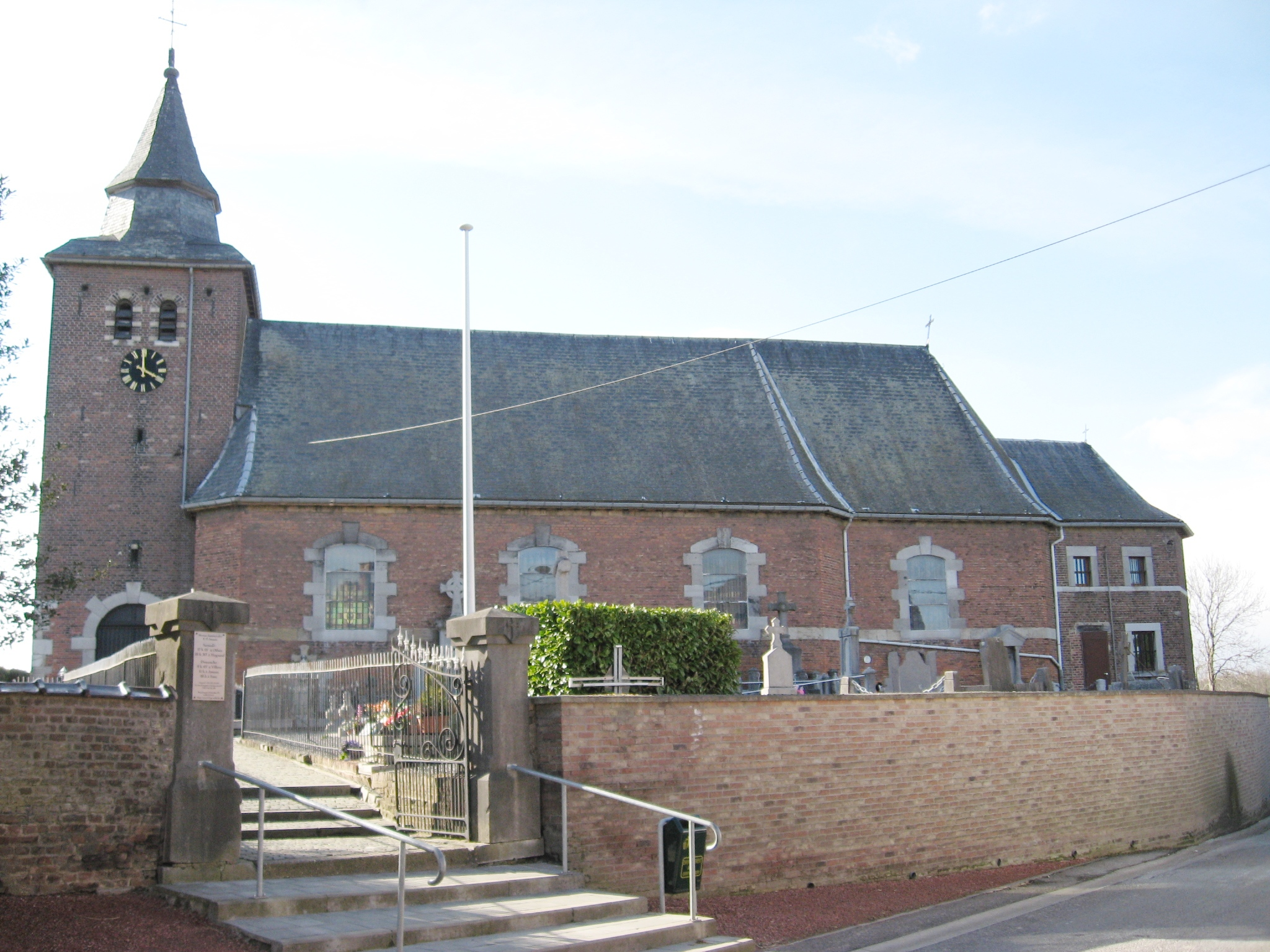
De Sint-Remigiuskerk

## Bezienswaardigheden
- De Sint-Renmigiuskerk (Église Saint-Remy) is een classicistisch kerkgebouw dat werd gebouwd omstreeks 1760, maar de basis van de toren is ouder.[1]
- In het centrum is er een motte, een opgehoogde heuvel, waarop in de middeleeuwen een versterkte residentie stond, in de dertiende eeuw beschreven beschreven als een klein kasteel omgeven door een aarden wal en grachten.[2]

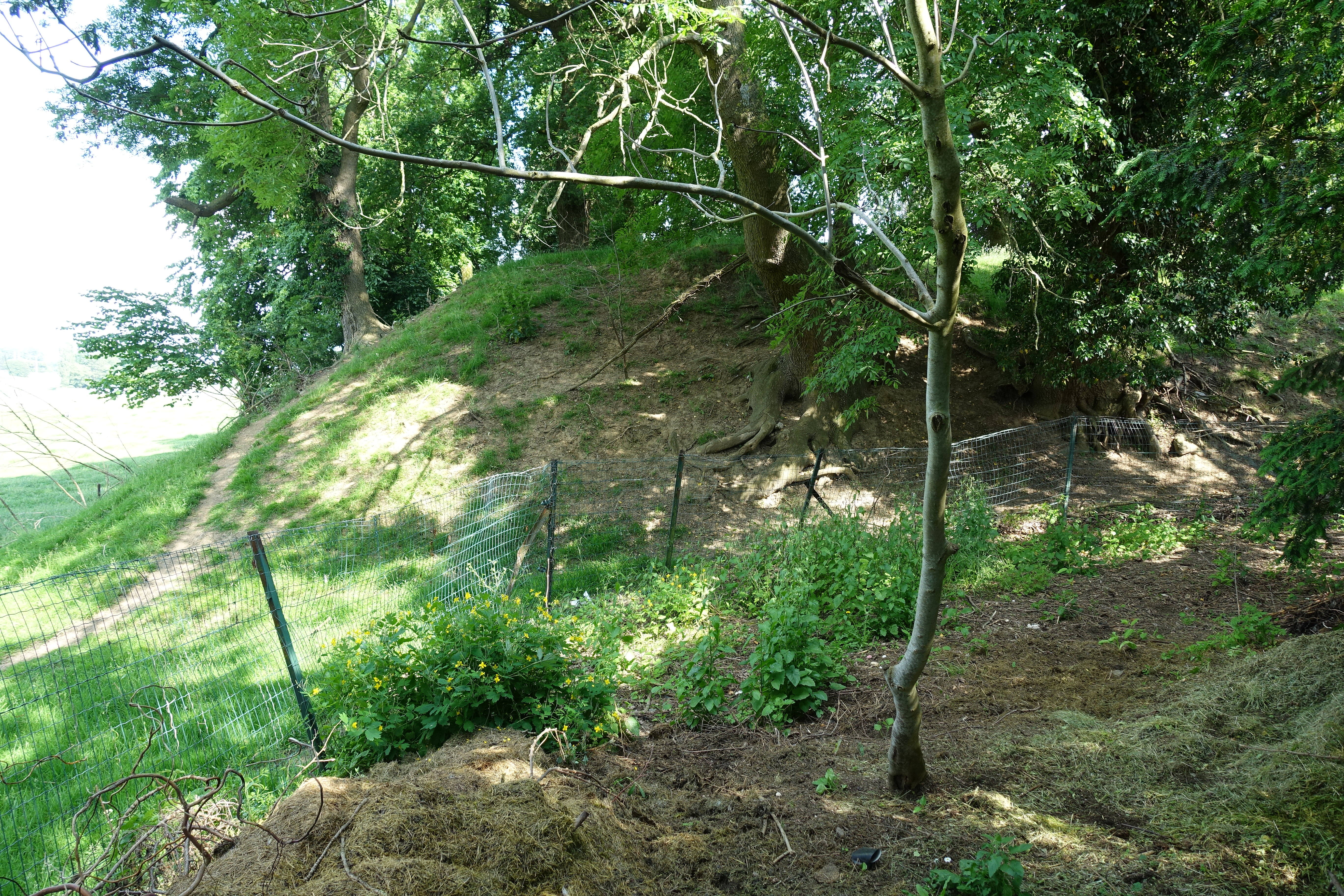
Motte van Fooz

## Natuur en landschap
De hoogte aan de kerk bedraagt 154 meter.

## Demografische ontwikkeling
- Bronnen:NIS, Opm:1831 tot en met 1970=volkstellingen, 1976= inwoneraantal op 31 december

## Nabijgelegen kernen
Villers-l'Évêque, Fexhe-le-Haut-Clocher, Voroux-Goreux, Awans, Hognoul